# Antoine Raymond Baillot-Faral
Pour les articles homonymes, voir Baillot.
Antoine Raymond Baillot-Faral né Antoine Raymond Farals de Baillot, né le 5 septembre 1741 à Gramat (Lot), mort le 18 août 1818 à Gramat (Lot), fils de Louis Farals, seigneur de Baillot, juge et de Cécile de Laporte, issu d'une famille noble, est un général français de la révolution et de l’Empire.

## États de service
Il entre en service le 1er avril 1761, comme volontaire dans les carabiniers, et il arrive au grade de capitaine le 9 novembre 1788.
Il est nommé chef de brigade le 4 novembre 1792, commandant le 22e régiment de dragons, et le 30 avril 1794, il est promu général de brigade provisoire. Confirmé dans son grade le 13 juin 1795, il commande la 1re brigade de cavalerie à Lille, avant de prendre le commandement militaire du département de Maine-et-Loire de 1795 à 1796. Il est réformé le 26 octobre 1797, et il est admis à la retraite le 30 mars 1802. Il est fait chevalier de la Légion d'honneur le 26 novembre 1803.
Il meurt le 18 août 1818, à Gramat.

## Sources
- (en) « Generals Who Served in the French Army during the Period 1789 - 1814: Eberle to Exelmans »
- Docteur Robinet, Jean-François Eugène et J. Le Chapelain, Dictionnaire historique et biographique de la révolution et de l'empire, 1789-1815, volume 1, Librairie Historique de la révolution et de l’empire, 900 p. (lire en ligne), p. 85.
- (pl) « Napoléon.org.pl »
- Côte S.H.A.T.: 8 YD 579
- « Cote LH/93/9 », base Léonore, ministère français de la Culture
- http://shenandoahdavis.canalblog.com/archives/2018/06/22/36500329.html
- http://impereur.blogspot.com/2023/04/antoin-raymond-de-baillot-faral-1741.html